# Vyšná Kamenica
Vyšná Kamenica é um município da Eslováquia, situado no distrito de Košice-okolie, na região de Košice. Tem 11,33 km² de área e sua população em 2018 foi estimada em 324 habitantes.

## Demografia
| Ano:        | 1994 | 2004   | 2014   | 2024    |
| ----------- | ---- | ------ | ------ | ------- |
| Broj ljudi: | 233  | 245    | 268    | 393     |
| Razlika:    |      | +5,15% | +9,38% | +46,64% |

| Ano:               | 2023 | 2024  |
| ------------------ | ---- | ----- |
| Número de pessoas: | 375  | 393   |
| Diferença:         |      | +4,8% |